# Rhipidomys ipukensis
Rhipidomys ipukensis és una espècie de mamífer rosegador de la família dels cricètids. És endèmic del Brasil.

## Descripció

### Dimensions
És un rosegador de petites dimensions, amb una llargada de cap a gropa de 99-141 mm, una llargada de la cua de 113-165 mm, una llargada del peu de 24-27 mm, una llargada de les orelles de 20-23 mm i un pes de fins a 103 g.

### Aspecte
El pelatge és curt i bast. Les parts dorsals varien del marró-groguenc al marró-taronja amb la base dels pèls grisa. Els flancs són més clars, mentre que les parts ventrals varien del blanquinós al color crema. Els individus més joves són de color gris clar al dors i blanc al ventre. Les orelles són grans, marrons i, a vegades, amb una petita taca clara a la base. Els peus són amples i amb una petita taca fosca delimitada per pèls blanquinosos al dors. Les urpes són ocultades per flocs de pèls blancs. La cua és més llarga que el cap i el cos, és uniformement de color gris fosc i està coberta de pèls curts que es van allargant cap a l'extremitat, on hi ha un floc.

## Biologia

### Comportament
És una espècie arborícola.

### Alimentació
S'alimenta de llavors.

### Reproducció
Femelles que alletaven i mascles sexualment actius foren capturats al mes de setembre.

## Distribució i hàbitat
Aquesta espècie és coneguda només a tres localitats de l'estat brasiler de Tocantins.
Viu als boscos estacionalment al·luvials.

## Estat de conservació
Com que fou descoberta fa poc, l'estat de conservació d'aquesta espècie encara no ha estat avaluat formalment.